# Fontaine-Saint-Lucien
Fontaine-Saint-Lucien è un comune francese di 157 abitanti situato nel dipartimento dell'Oise della regione dell'Alta Francia.

## Società

### Evoluzione demografica
Abitanti censiti